# Balché
Balché este o băutură slab alcoolică, comună la culturile antice și indigene din zonele ce aparțin astăzi de Mexic, Guatemala, Belize, Nicaragua și Honduras. La mayașii Yucatec era o băutură făcută din scoarța unui copac leguminos (Balché, Lonchocarpus violaceus), care era înmuiată în miere și apă și lăsată să fermenteze. 
La mayași patronul artei de producție a acestei beri era Acan, zeul băuturii alcolice.